# Хольмсен, Эйвинд
Эйвинд Йозеф Хольмсен (норв. Øivind Josef Holmsen; 28 апреля 1912, Осло — 23 августа 1996, там же) — норвежский футболист, бронзовый призёр летних Олимпийских игр 1936 года. Играл на позиции защитника.

## Биография
Воспитанник столичного клуба «Фагерборг». В возрасте 20 лет перешёл в «Люн», стал капитаном команды, выигравшей кубок Норвегии в 1945 и 1946 годах. За сборную Норвегии он провёл 36 игр, стал бронзовым призёром Олимпийских игр в Берлине в 1936 году (три игры) и выступил на чемпионате мира 1938 года. Быстрый (пробегал 100 метров за 11,2 секунды), атлетичный левый защитник, мастер длинных передач.
После завершения карьеры работал инструктором в Норвежской футбольной ассоциации, в 1990 году стал почётным членом «Люна».
Похоронен на кладбище Вестре в Осло.

## Статистика

### Матчи Хольмсена за сборную Норвегии
| Матчи Хольмсена за сборную Норвегии | Матчи Хольмсена за сборную Норвегии | Матчи Хольмсена за сборную Норвегии | Матчи Хольмсена за сборную Норвегии | Матчи Хольмсена за сборную Норвегии | Матчи Хольмсена за сборную Норвегии |
| ----------------------------------- | ----------------------------------- | ----------------------------------- | ----------------------------------- | ----------------------------------- | ----------------------------------- |
| №                                   | Дата                                | Соперник                            | Счёт                                | Голы Хольмсена                      | Соревнование                        |
| 1                                   | 8 июня 1934                         | Австрия (люб.)                      | 4:0                                 | —                                   | Товарищеский матч                   |
| 2                                   | 1 июля 1934                         | Швеция                              | 3:3                                 | —                                   | Чемпионат Северной Европы 1933—1936 |
| 3                                   | 23 сентября 1934                    | Дания                               | 3:1                                 | —                                   | Чемпионат Северной Европы 1933—1936 |
| 4                                   | 31 мая 1935                         | Венгрия (люб.)                      | 2:0                                 | —                                   | Товарищеский матч                   |
| 5                                   | 23 июня 1935                        | Дания                               | 0:1                                 | —                                   | Чемпионат Северной Европы 1933—1936 |
| 6                                   | 27 июня 1935                        | Германия                            | 1:1                                 | —                                   | Товарищеский матч                   |
| 7                                   | 8 сентября 1935                     | Финляндия                           | 5:1                                 | —                                   | Чемпионат Северной Европы 1933—1936 |
| 8                                   | 22 сентября 1935                    | Швеция                              | 0:2                                 | —                                   | Чемпионат Северной Европы 1933—1936 |
| 9                                   | 5 июля 1936                         | Швеция                              | 0:2                                 | —                                   | Чемпионат Северной Европы 1933—1936 |
| 10                                  | 26 июля 1936                        | Швеция                              | 4:3                                 | —                                   | Товарищеский матч                   |
| 11                                  | 7 августа 1936                      | Германия                            | 2:0                                 | —                                   | Олимпийские игры 1936               |
| 12                                  | 10 августа 1936                     | Италия                              | 1:2                                 | —                                   | Олимпийские игры 1936               |
| 13                                  | 13 августа 1936                     | Польша                              | 3:2                                 | —                                   | Олимпийские игры 1936               |
| 14                                  | 6 сентября 1936                     | Финляндия                           | 0:2                                 | —                                   | Чемпионат Северной Европы 1933—1936 |
| 15                                  | 20 сентября 1936                    | Дания                               | 3:3                                 | —                                   | Чемпионат Северной Европы 1933—1936 |
| 16                                  | 1 ноября 1936                       | Нидерланды                          | 3:3                                 | —                                   | Товарищеский матч                   |
| 17                                  | 14 мая 1937                         | Англия                              | 0:6                                 | —                                   | Товарищеский матч                   |
| 18                                  | 19 сентября 1937                    | Швеция                              | 3:2                                 | —                                   | Чемпионат Северной Европы 1937—1947 |
| 19                                  | 10 октября 1937                     | Ирландия                            | 3:2                                 | —                                   | Чемпионат мира 1938 (отбор)         |
| 20                                  | 24 октября 1937                     | Германия                            | 0:3                                 | —                                   | Товарищеский матч                   |
| 21                                  | 7 ноября 1937                       | Ирландия                            | 3:3                                 | —                                   | Чемпионат мира 1938 (отбор)         |
| 22                                  | 31 мая 1938                         | Эстония                             | 1:0                                 | —                                   | Товарищеский матч                   |
| 23                                  | 5 июня 1938                         | Италия                              | 1:2                                 | —                                   | Чемпионат мира 1938                 |
| 24                                  | 17 июня 1938                        | Финляндия                           | 9:0                                 | —                                   | Чемпионат Северной Европы 1937—1947 |
| 25                                  | 4 сентября 1938                     | Швеция                              | 2:1                                 | —                                   | Товарищеский матч                   |
| 26                                  | 18 сентября 1938                    | Дания                               | 1:1                                 | —                                   | Чемпионат Северной Европы 1937—1947 |
| 27                                  | 2 октября 1938                      | Швеция                              | 3:2                                 | —                                   | Чемпионат Северной Европы 1937—1947 |
| 28                                  | 23 октября 1938                     | Польша                              | 2:2                                 | —                                   | Товарищеский матч                   |
| 29                                  | 9 ноября 1938                       | Англия                              | 0:4                                 | —                                   | Товарищеский матч                   |
| 30                                  | 2 июня 1939                         | Швеция                              | 2:3                                 | —                                   | Товарищеский матч                   |
| 31                                  | 14 июня 1939                        | Швеция                              | 1:0                                 | —                                   | Товарищеский матч                   |
| 32                                  | 18 июня 1939                        | Дания                               | 3:6                                 | —                                   | Товарищеский матч                   |
| 33                                  | 22 июня 1939                        | Германия                            | 0:4                                 | —                                   | Товарищеский матч                   |
| 34                                  | 22 октября 1939                     | Дания                               | 1:4                                 | —                                   | Чемпионат Северной Европы 1937—1947 |
| 35                                  | 26 августа 1945                     | Дания                               | 2:4                                 | —                                   | Товарищеский матч                   |
| 36                                  | 21 октября 1945                     | Швеция                              | 0:10                                | —                                   | Товарищеский матч                   |

Итого: 36 матчей / 0 голов; 14 побед, 7 ничьих, 15 поражений.